# Calotes paulus
Calotes paulus — вид ящірок родини агамових (Agamidae).

## Поширення
Вид поширений на північному сході Індії та у Тибеті.